# 드라이랜드저녁쥐
드라이랜드저녁쥐(Calomys musculinus)는 비단털쥐과에 속하는 남아메리카 설치류이다. 아르헨티나와 파라과이에서 발견된다.